# Karl August Varnhagen von Ense
Karl August Varnhagen von Ense (né le 21 février 1785 à Düsseldorf, mort le 10 octobre 1858 à Berlin) est un chroniqueur prussien.

## Biographie
Karl August Varnhagen von Ense est le fils de Johann Jacob Varnhagen (de) . Enfant, il suit son père partisan de la Révolution française à Strasbourg, Bruxelles et Hambourg, loin de sa mère et de sa sœur. Il le perd quand il a 14 ans. Il étudie la médecine à la Pépinière de Berlin pendant trois ans ainsi qu'Halle et Tübingen. Éducateur auprès des familles de la bourgeoisie juive, il fait la rencontre d'Adelbert von Chamisso, Justinus Kerner, Friedrich de La Motte-Fouqué, Ludwig Uhland et d'autres poètes romantiques allemands. Avec eux, il fonde la Nordsternbund (de) et est présent dans ses anthologies ainsi que sa sœur Rosa Maria Assing.
Officier autrichien puis au service de la Russie, il participe aux guerres contre Napoléon. Pour son service pour la Russie, Frédéric-Guillaume III de Prusse lui décerne la croix Pour le Mérite. Il accompagne Karl August von Hardenberg au congrès de Vienne et à Paris. Il est nommé en 1815 ambassadeur de Prusse à Karlsruhe, capitale du Grand-duché de Bade, état frontalier de la France. Cependant soupçonné d'être un démocrate, il est exclu en 1819 et s'installe à Berlin. Varnhagen von Ense est membre en 1813 de la franc-maçonnerie à la loge Zur goldenen Kugel sise à Hambourg.
Le 27 septembre 1814, il épouse l'écrivaine Rahel Levin. Après sa mort en 1833, le veuf publie une anthologie de ses lettres parmi les 6 000 qu'il rassemble auprès de 9 000 personnes. Avec d'autres dons propres ou par le biais, l'échange ou l'achat d'autographes, il crée la collection Varnhagen (de). Sa nièce Ludmilla Assing devient sa seule héritière et publie les journaux de Varnhagen von Ense et de nombreux autres livres de cette collection. Dans son testament, elle lègue les manuscrits, livres et images à la bibliothèque royale de Berlin, qui dresse un inventaire au printemps 1881. Au cours de la Seconde Guerre mondiale, la bibliothèque est confiée à la Silésie, c'est pourquoi les manuscrits se trouvent à la bibliothèque Jagellonne et les livres à la Bibliothèque d'État de Berlin.
À l'automne 2007, l'Office de conservation des monuments de Berlin et la société Varnhagen restaurent la tombe de Karl August et Rahel Varnhagen au cimetière de la porte de Halle.